# Bruno Poukka
Bruno Valfrid Poukka, född 10 augusti 1900 i Tavastehus län, var en finländsk brottsling och författare.
Poukka, som var son till lantbrukaren Emil Valfrid Poukka och Johanna Pavola, åtalades i Sverige för mordet på taxichauffören Karl Hugo Svensson i Nacka 1925. Domen fastställdes slutligen 1926 av Högsta domstolen till livstids straffarbete för dråp och rån. Han avtjänade straffet på Långholmens centralfängelse, men benådades och utvisades 1938. Han var därefter bosatt i Helsingfors och utgav 1939 boken Gröna ön i samarbete med Else Kleen, som även skrev ett förord. Hon hade blivit uppmärksammad på manuskriptet av läkaren Olof Kinberg, som var chef för fängelsets rättspsykiatriska avdelning och blivit imponerad av Poukkas intellektuella förmågor. Boken, som utgavs av Albert Bonniers Förlag, är en skildring av Poukkas vistelse på fängelset och de metoder som tillämpades där. Utgivningen av boken ledde till att Kleen, som åtagit sig rollen som ansvarig utgivare, åtalades och dömdes till två månaders fängelse och böter för ärekränkning och förtal av personalen på fängelset. Den återstående upplagan beslagtogs och Kungliga Biblioteket placerade den i sin så kallade konfidentiella samling, det vill säga böcker som av olika anledningar inte fick lånas ut.